# 海洋投入

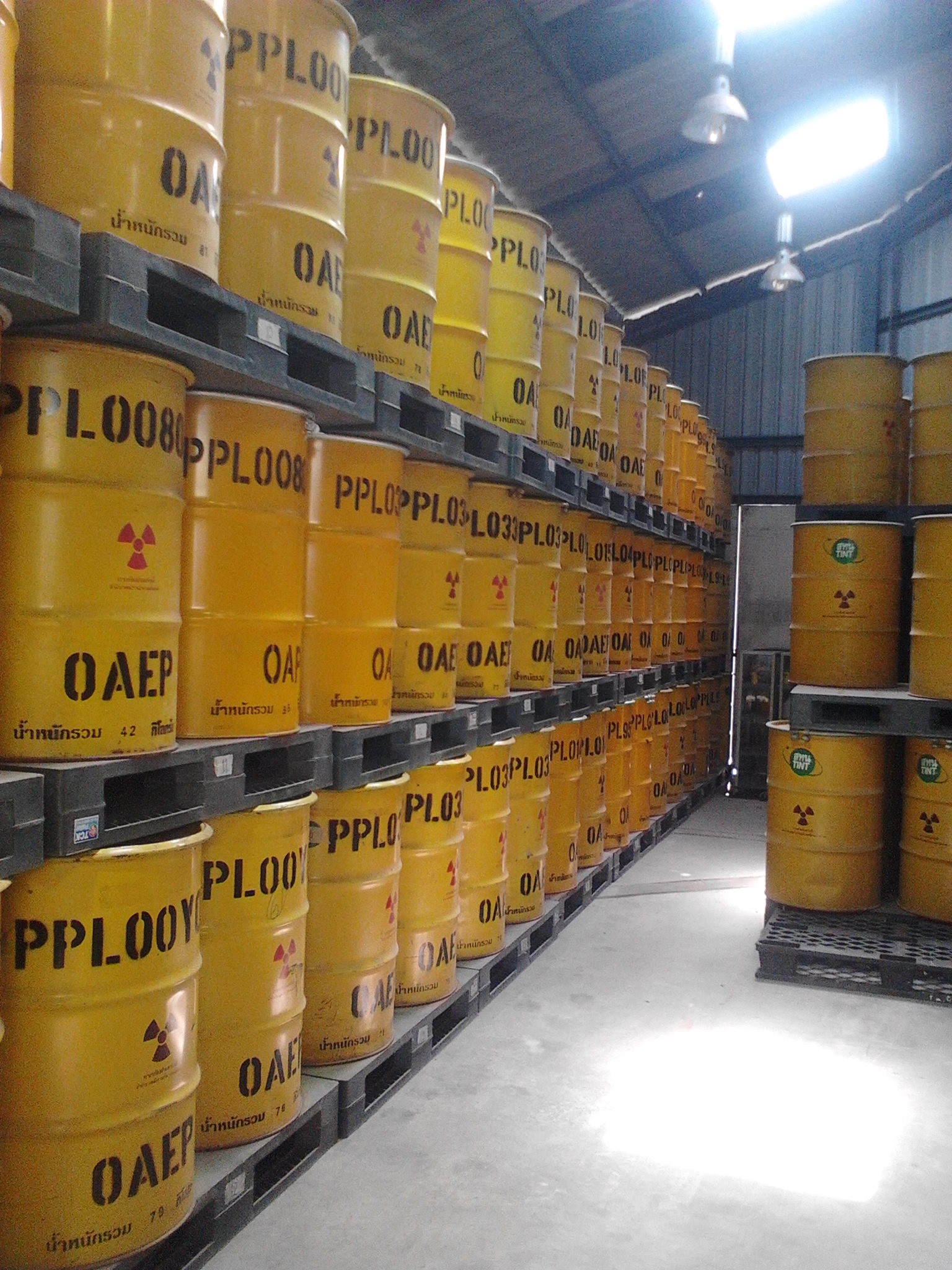
放射性廃棄物が詰められたバレル

海洋投入（かいようとうにゅう）とは、廃棄物を海へ沈め処分する、最終処分方法のひとつ。海洋投棄（かいようとうき）ともいう。
1980年代以降、国際社会において廃棄物の海洋投入による海洋環境への負荷が認識され、1972年にロンドン条約（廃棄物その他の物の投棄による海洋汚染の防止に関する条約）が採択された。その後もバーゼル条約、マルポール条約とともに廃棄物の国外流出に規制が強められ、ロンドン条約の1996年議定書においては、海洋投棄を原則禁止する画期的な措置が提示された。

## 経緯
- 1946年　アメリカが放射性廃棄物の海洋投入開始[1]
- 1954年　『油による海水の汚濁の防止に関する国際条約』が採択（1958年発効）
- 1955年　日本が放射性廃棄物の海洋投入開始
- 1957年　IAEAにより、放射性廃棄物の海洋投入に関する多国間会合が設置
- 1969年　日本が放射性廃棄物の海洋投入を廃止
- 1972年　『ロンドン条約』が採択（日本は翌年署名、1980年批准）
- 1973年　『マルポール条約』が採択
- 1974年　高レベル放射性廃棄物について、海洋投入を認めない勧告[2]
- 1975年　ロンドン条約発効（日本の批准は1980年）。高レベル放射性廃棄物は海洋投入を禁止、低レベル放射性廃棄物は許可制とされる
- 1983年　調査・研究のため海洋投入を一時停止
- 1989年　『バーゼル条約』が採択
- 1993年　旧ソ連およびロシアによる違法な海洋投入の実態が明らかになる
- 1993年　海洋投入を認めない措置を、すべての放射性廃棄物に拡張
- 1996年　ロンドン条約の新しい議定書により、海洋投入の全面禁止が採択
- 2007年　日本の廃棄物処理法施行令改正施行により、海洋投入が禁止される

## 一般廃棄物

### 日本
人口集中が下水道整備を超過した1950年代、都市部の収集屎尿は船舶による海洋投入処分が主流となっていた。当時、東京湾外の青い海原に広がる屎尿の黄色い帯が、「黄河」と評されたという。
こうした屎尿の海洋投入は、排出元と排出先との間で軋轢を招いた。広島市と周辺13町の例では、高知県沖合に屎尿を投入してきたが、1975年、高知県に対して年間1400万円の迷惑料を支払うことを決定している。
その後、下水道の普及や屎尿処理の高度化により、屎尿や下水道・浄化槽汚泥の（施設の建て替えなどによる）一時的な処分や、ボーキサイトからアルミニウムを精製する工程で発生する赤泥（せきでい）を処分する手段として、小規模に継続していた。
やがて、ロンドン条約の1996年議定書を批准して国内法規を整備し、2002年の廃棄物処理法施行令の改正と2007年までの猶予期間の終了により、海洋投入は原則として廃止された。
現在では、海底の浚渫土砂などごく限られたものだけが、海洋投入を認められている。

### 韓国
1988年から、汚泥や家畜糞尿、浚渫土砂などの日本海と黄海への海洋投入を開始し、実績は1990年には107万トン、2005年には993万トンとなっている。しかし、廃棄物からの重金属検出による投棄反対運動や、輸出した魚介類の回収要請により、海洋水産部が削減計画を発表した。韓国では漁船が海にゴミを全て捨てることが一般的となっているため、苦言を呈す者もいる。

#### 韓国海軍
韓国海軍でも軍艦で出る生活ごみを全部海に捨てていることが判明している。

## 放射性廃棄物
特に注釈が無い限り、出典は国際原子力機関(IAEA)の1999年の海洋投棄の報告書
放射性廃棄物では海洋処分と呼び、海洋投棄と沿岸放出に分けることがある。
海洋投棄は、ドラム缶などの簡易な容器に、アスファルトやセメント等で固化し封入したものを、水深の大きい海域へ投入・投棄する。放射性同位体の環境へ溶出する速度が、その半減期より十分長いことを、安全性の根拠とする。
核開発の初期、廃原子炉・廃核燃料等の高レベル放射性廃棄物が海洋投入処分されたが、固化処理（遅延処理）を行わなかった事例も見られる。核開発の初期においては各国で廃炉になった原子炉、使用済み核燃料等の高レベル放射性廃棄物を含めた固体・液体の放射性廃棄物が海洋投棄された。海洋投棄は1946年のアメリカによる北東太平洋への投棄に始まり、1975年には高レベル放射性廃棄物の海洋投棄が禁止され、1993年に全面禁止となるまでに日本（1955～69年の間に実施）を含む13ヶ国による海洋投棄が報告されている。海洋投棄は太平洋北東部、大西洋北西部と北東部、北極海、太平洋北西部で行われ、それらの放射能の総量は8.5x1016ベクレル (Bq) と推定されている。
参考までに福島原発事故による放射能の海水への放出量は東電推定で0.47x1016Bq、原子力安全委員会・京大推定で1.5x1016Bq、フランスの原子力安全委員会推定で2.7x1016Bqとなっている。ただし海洋投棄の場合は一応投棄地点や投棄手段（コンテナ、固化等）などを調査・検討の上での投棄であるので原発事故による海洋への漏出による影響とは比較は出来ない。
投入地点は太平洋北東部と北西部、大西洋北西部と北東部、および北極海で、放射能の総量は 8.5x1016ベクレル(Bq)と推定されている。
いっぽう沿岸放出は、液体廃棄物（廃液）の放射能が許容レベルより低いことを確認後、さらに海流などで希釈・拡散させるもので、全て管理下にあることが前提となっている。
海洋投棄については環境汚染の懸念からロンドン条約が締結され各国が批准している。同条約は75年の改定で高レベル放射性廃棄物の海洋投棄禁止、1993年には全て放射性廃棄物の海洋投棄が禁止となった。
1993年には、ロシアによる日本海への放射性廃棄物投棄が明らかになり、国際世論の批判を招いた。
なお、バーゼル条約により、締結国は有害な廃棄物の輸出・入は厳しく制限され、政府開発援助と抱き合わせで発展途上国に引き取らせるなどの方法は禁止されている。環境上適正な処分について可能な限り国内の処分施設の確保が求められている。

### 種類と形態
- 液状廃棄物　一般に低レベル・大量のため、安易な処分が多かったとされる

未封入のまま、海水へ攪拌拡散させる
容器に封入するが、固形化はなされない
固化した後、容器に封入する
- 固体廃棄物

低レベル（イオン交換樹脂、フィルター、除染廃資材など）　金属容器にセメントやアスファルト、プラスチックで固化封入
高レベル（採取・試験用の核燃料など）　遮蔽容器ごと
- 廃原子炉

使用済み核燃料を含まないもの（旧ソ連、アメリカ）
破損した核燃料を含むもの（樹脂で固化封入）
破損した原子炉そのもの（沈没した原子力潜水艦原潜事故の一覧(英)）
| 廃棄物                   | 大西洋 | 太平洋 | 北極海 | 合計   |
| ------------------------ | ------ | ------ | ------ | ------ |
| 原子炉と使用済み核燃料   | 0      | 0      | 36,876 | 36,876 |
| 原子炉のみ               | 1,221  | 166    | 143    | 1,530  |
| 固体低レベル放射性廃棄物 | 44,043 | 821    | 585    | 45,449 |
| 液体低レベル放射性廃棄物 | <0.001 | 459    | 765    | 1,223  |
| 合計                     | 45,264 | 1,445  | 38,369 | 85,078 |

### 実績
IAEAへの報告（1946～1993年）では、旧ソ連と英国が全体の87％を占める。

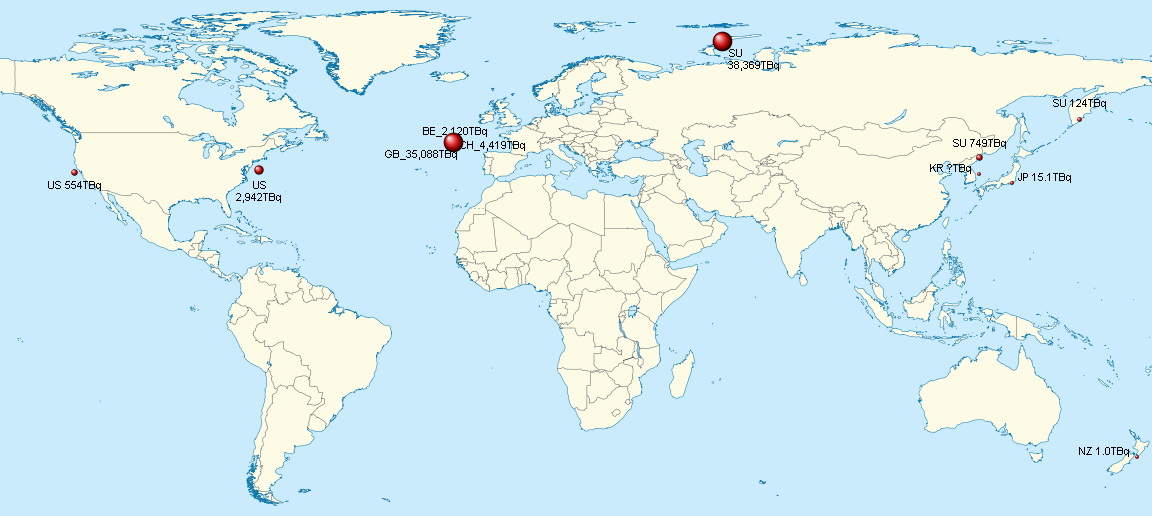

| 国               | 投棄量 単位TBq (x1012ベクレル) | 投棄量 単位TBq (x1012ベクレル) | 投棄量 単位TBq (x1012ベクレル) | 投棄量 単位TBq (x1012ベクレル) | 期間    | 地点、量                                                                                    |
| 国               | 大西洋                         | 太平洋                         | 北極海                         | 合計                           | 期間    | 地点、量                                                                                    |
| ---------------- | ------------------------------ | ------------------------------ | ------------------------------ | ------------------------------ | ------- | ------------------------------------------------------------------------------------------- |
| 旧ソ連           | 0                              | 874                            | 38,369                         | 39,243                         | 1959-92 | 北極海20地点、222x103m3, 原子炉および核燃料。 極東（大半は日本海）12地点、145x103m3。       |
| ロシア           | 0                              | 2.1                            | 0.7                            | 2.8                            | 1992-93 | 北極海3066m3、極東（大半は日本海）6327m3                                                    |
| ベルギー         | 2,120                          | 0                              | 0                              | 2,120                          | 1960-80 | 大西洋6地点、コンテナ55,324、23.1x103トン                                                   |
| フランス         | 354                            | 0                              | 0                              | 354                            | 1967-69 | 大西洋2地点、コンテナ46,396、14.3x103トン                                                   |
| ドイツ           | 0.2                            | 0                              | 0                              | 0.2                            | 1967    | イベリア半島沖1か所、コンテナ480、185トン                                                   |
| イタリア         | 0.2                            | 0                              | 0                              | 0.2                            | 1969    | 大西洋1地点、コンテナ100、45トン                                                            |
| オランダ         | 336                            | 0                              | 0                              | 336                            | 1967-82 | 大西洋4地点、コンテナ28,428、19,162トン                                                     |
| スウェーデン     | 3.2                            | 0                              | 0                              | 3.2                            | 1959-69 | バルチック1地点、コンテナ230、64トン。 大西洋1地点、コンテナ289.5、1,080トン                |
| スイス           | 4,419                          | 0                              | 0                              | 4,419                          | 1969-82 | 大西洋3地点、コンテナ7420、5321トン                                                         |
| 英国             | 35,088                         | 0                              | 0                              | 35,088                         | 1948-82 | 大西洋15地点、コンテナ？？、74,052トン。 イギリス近海18地点、9.4TBq以上。                   |
| 米国             | 2,942                          | 554                            | 0                              | 3,496                          | 1946-70 | 大西洋9地点、メキシコ湾2地点、コンテナ34,282、?トン。 太平洋18地点、コンテナ56,261、?トン。 |
| 日本             | 0                              | 15.08                          | 0                              | 15.08                          | 1955-69 | 伊豆諸島近海6地点、15回、コンテナ3031、606x103m3。                                          |
| ニュージーランド | 0                              | 1.04                           | 0                              | 1.04                           | 1954-76 | NJ東方沖4地点、コンテナ9、0.62m3。                                                          |
| 韓国             |                                | 不明                           |                                |                                | 1968-72 | 日本海1地点、コンテナ115、45トン。                                                          |
| 合計             | 45,262                         | 1,446                          | 38,369                         | 85,077                         |         |                                                                                             |

註：「コンテナ」は容器の意味で、容量は不定
これら報告されている投入量の総量を放射能で表すと、85x1015ベクレル(Bq)となる
< 参考値 >

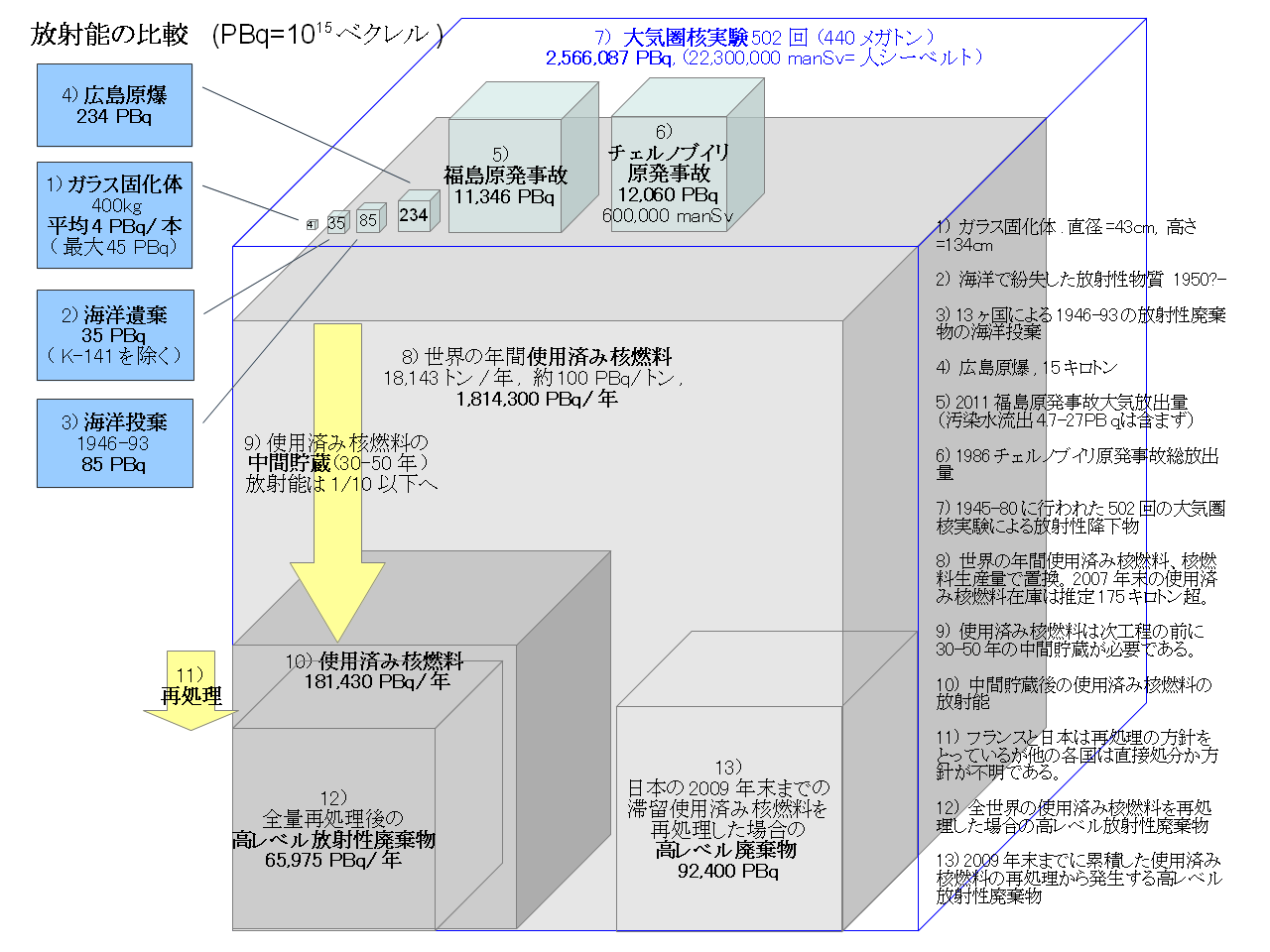
放射能の比較

- 20世紀後半の核実験による総放射性降下物は、2,566,087x1015Bq.
- 1986年のチェルノブイリ原子力発電所事故の総放出量は12,060x1015Bq. 
- 福島原発事故による放射性物質の海水への放出量は東電推定で4.7x1015Bq、原子力安全委員会・京大推定で15x1015Bq、フランスの原子力安全委員会推定で27x1015Bqとなっている。

海洋投入は地点や手段を選択して行われ、事故による漏出と単純に比較できない
- 高レベル放射性廃棄物の地層処分の為のガラス固化体(正味体積150リットル、正味重量約400kg)1本の放射能は平均4x1015Bq (最大45x1015Bq)

- 国によって容積で集計、トン数で集計と統一されていない、またアメリカはそのどちらも報告していないが、

容積の小計は 982,394m3でこれはエクソン・バルデスの容量(235,000m3)の約4倍である。
トン数の小計は137,392トンで、これはエクソン・バルデスの積載トン数(209,836トン)の65%である。

#### 北極海
旧ソ連により、おもにノヴァヤゼムリャ東方のカラ海とバレンツ海（比較的小規模とみられる）で行われた。1959年から1992年にかけて、20地点で原子炉や使用済み核燃料も含む、合計222x103m3が海洋投入された。

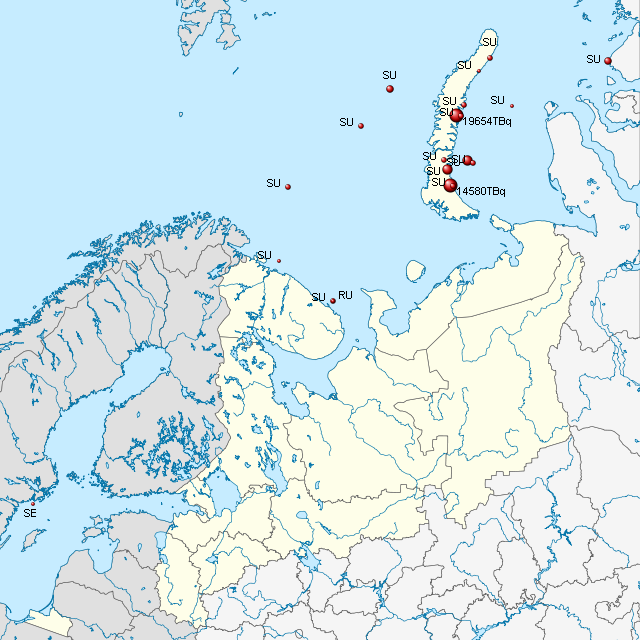
北極海の放射性廃棄物海洋投棄地点。SU=ソ連(38,369TBq), RU=ロシア(0.7TBq), SE=スウェーデン。

#### 大西洋
1948年以降イギリスが、さらに1982年までにはスイス、ベルギー、アメリカ、オランダが投入している。IAEAの報告書によると、137x103トンがヨーロッパ8か国により投棄されたが、アメリカのコンテナ34,282個に関してはトン数も容量も発表されていない。
放射能で表すと、大半（78％）はイギリス(35,088TBq)によるもので、ついでスイス(4,419TBq)、アメリカ(2,924TBq)、ベルギー(2,120TBq)となっている。このほか、イギリスはブリテン島近海に極めて低レベルまたは放射能に関する情報が無い廃棄物を多数投入している（少なくとも9.7Tベクレル(Bq)と見積もられている）が、下記の地図には掲載していない。
なお、これには沈没した旧ソ連の原子力潜水艦の原子炉は含まれていない沈没した原子力潜水艦のリスト(英)。

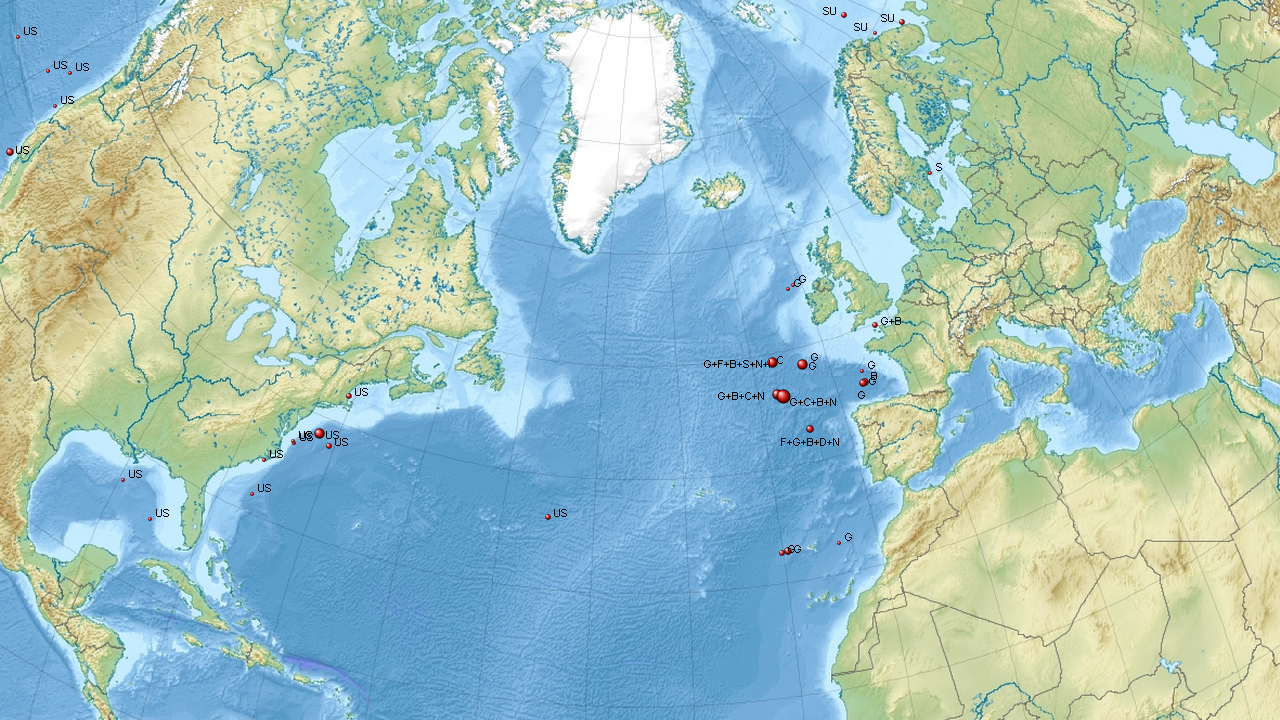
BE=ベルギー(2,120TBq), FR=フランス(354TBq), DE=ドイツ(0.2TBq), IT=イタリア(0.2TBq), NL=オランダ(336TBq), SE=スウェーデン(3.2TBq), CH=スイス(4,419TBq), GB=イギリス(35,088TBq), US=アメリカ(2,942TBq), SU=ソ連。

#### 太平洋
大半は旧ソ連（874TBq）とアメリカ（554TBq）で、日本（15.1TBq）とニュージーランド（1+TBq）、韓国により投入が報告されている
。

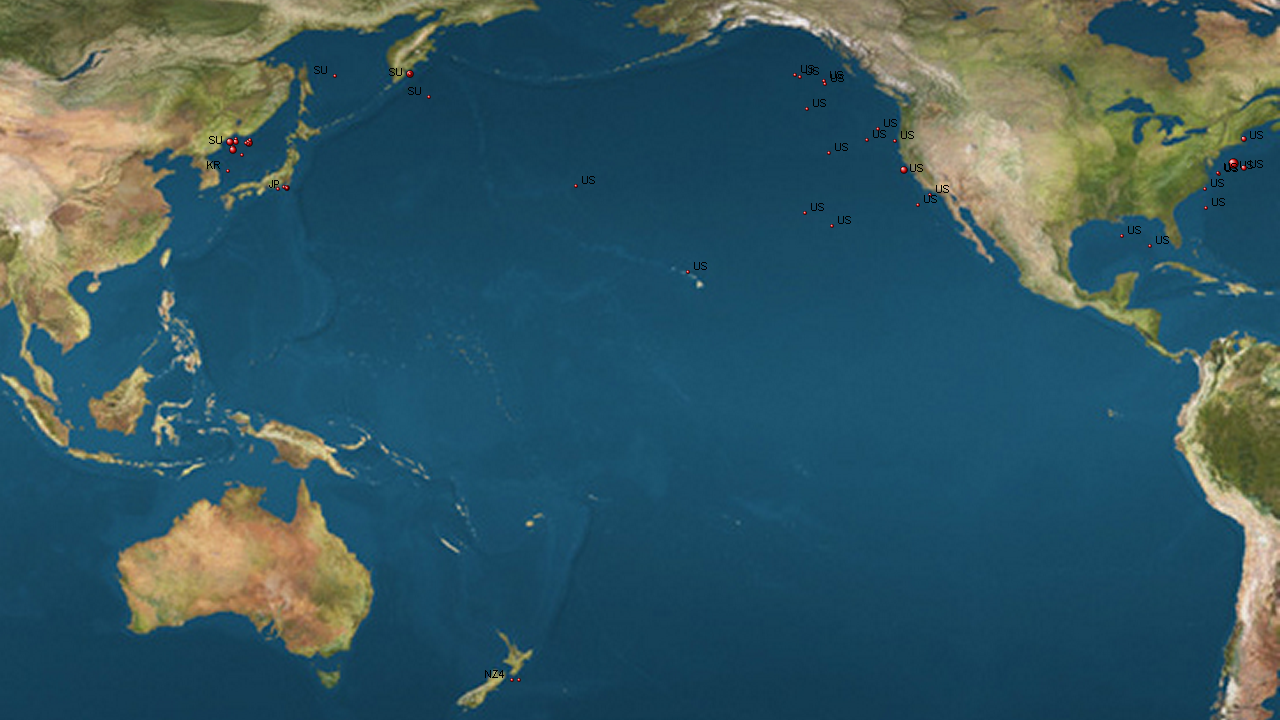

容積では、旧ソ連と日本で 751x103m3、アメリカは「コンテナ」56,261個 とされる。
なお日本海を含む北西太平洋の放射能汚染については、1994年～1995年の日本・韓国・ロシアによる共同調査 JAERI-Research 96-049 では、今のところ核実験による放射性降下物以上の汚染は観測されなかったと報告した。他の太平洋、大西洋、北極海の廃棄地点でも各国により調査が行われたが大きな環境汚染は報告されていない。しかしながら幾つかの地点では封入容器からの放射性物質の漏洩が確認されている。

#### 日本近海
日本

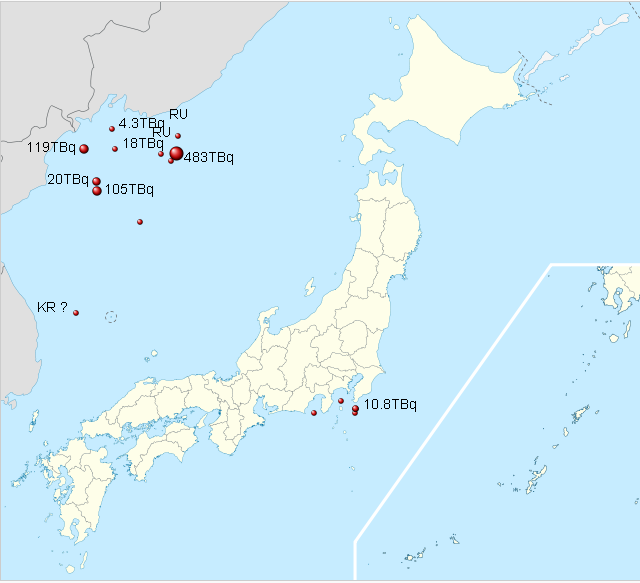
日本周辺の放射性廃棄物の海洋投入実績。数字のないものは4TBq未満。ナホトカ沖のRUは1992/3年のロシア、他は旧ソ連

初回の放射性廃棄物の海洋投入は、1955年、伊豆諸島利島の沖北西数キロの地点(水深1400 - 1500m)で行われた。2回目は、1957年、御前崎南方30kmの地点(水深2000 - 2500m)で行われた。1958年の3回目以降、最後の1969年（15回目）までは新島東方沖20 - 30キロの地点(水深2400 - 2800m)で行われた。
投入された廃棄物は、放射性廃棄物を金属容器にモルタル詰めしたもの 3 031個、容積で60.6万m3、放射能で15.1x1012Bqと報告されている。日本の投入量は、放射能では少なく、容積では英国や旧ソ連よりも多い。
ちなみに、IAEAの1991年の報告書では、過去の実績について yes（あり）となっているが、将来計画については注釈で『周辺国の懸念を無視して行う意思はない』と特記され、1999年の報告書では実績・計画ともに no（なし）と明記されている。
2011年3月、東京電力福島第一原子力発電所敷地・施設内に滞留する放射能汚染水が、太平洋へ投棄された。汚染水の放射線レベルは国際基準の100倍に達するとみられ、漁業関係者による抗議、沿岸各国による懸念が表明された。
日本国政府は、ロンドン条約 (1972年)では、船舶等から海洋へ処分する行為等を規制することを禁じているが、原発施設からの放射性排水の海洋への放出は対象にはならないとの見解を示した。
韓国
1968年～1972年の間に、コンクリート詰ドラム缶115個(45トン)を韓国東岸沖100㎞の北緯37度20分　東経130度44分の水深2192メートルの地点に廃棄した。放射線量に関しては情報がない。
旧ソ連
1966年～1992年の間に、ナホトカ沖(6区域)、サハリン東方沖(1区域)、カムチャツカ東方(2区域)の計9区域で投入され、液体（61回、12.3万m3、456 TBq）、固体（船舶、未封入の大型廃棄物なども含む。152回、2.2万m3、418 TBq）で総量は14.5万m3、874x1012Bqであった。
ロシア
1992～1993年（旧ソ連崩壊の翌年）、ナホトカ沖(2区域)、カムチャツカ東方沖(2区域)に総量9393m3、2.04x1012Bqの放射性廃棄物が投棄された。
放射能はロンドン条約（締結済）の規制対象ではなかったが、国際世論の批判を招き、さらに旧ソ連時代から行われていたことも公表されると、沿岸各国により中止の申し入れが行われた。
この件はその後、「ロンドン条約（1996年の議定書）」による海洋投入の全面禁止を導く契機となった。
1996年、ロシアは「原子力安全モスクワ・サミット宣言」にて1993年の条約附属書の改正への早期受諾を表明した。

### 不法投棄
イタリアではマフィア型犯罪組織による核廃棄物の不法投棄が問題視されてきた。
1980年代から確認されてきた問題で、その主犯はカラブリア地方を本拠地とするンドランゲタであるものと目され、イタリア国内を始めヨーロッパ中から持ち込んだ放射性廃棄物を、船に満載したうえで船ごと沈めるという方法でカラブリア地方の周辺海域（地中海等）を主とするイタリア国内の海中や、インド洋のソマリア沖に投棄してきたものと見られている。
2004年に発生したスマトラ島沖地震はソマリアの海域に津波を発生させたが、この際ソマリアの浜に大量の核廃棄物やその他の毒性の高い化学物質を含む廃棄物やコンテナの破片が打ち上げられるという事態が起こった。不法投棄されたものであるとして国連環境計画がそれらについての報告書を作成している。

## 参考資料
1. ↑  欧米諸国の放射性廃棄物海洋投棄高度情報科学技術研究機構
2. ↑  INFCIRC/205/Add.1IAEA
3. ↑  海田史年表『海田町史 通史編』p855、海田町編集、昭和61年9月10日、全国書誌番号:87013317
4. ↑  食品安全情報（微生物） No.13 (2012.06.27) (PDF) 国立医薬品食品衛生研究所
5. 1 2  「読者の意見：船のごみ、海洋投棄はやめよう」朝鮮日報2017/12/03
6. ↑  IAEA-TECDOC-1105 
“Inventory of radioactive waste disposals at sea” (August 1999) 閲覧2011-11-12
7. ↑  日本原子力産業協会 (JAIF) “Earthquake-report 250 (30 October 2011)” 閲覧2011-11-12
8. ↑  毎日新聞 Cesium-137 flow into sea 30 times greater than stated by TEPCO: report (29 October 2011) 閲覧2011-11-12
9. 1 2  IAEA-TECDOC-1105 
“Inventory of radioactive waste disposals at sea” (August 1999) (PDF) 閲覧2011-11-12
10. ↑  わが国の海洋投棄中止にいたる経緯 (05-01-03-11)
11. ↑  欧米諸国の放射性廃棄物海洋投棄 (05-01-03-22)
12. ↑  Basel Convention website
13. ↑  旧ソ連崩壊後の92年にも計上あり
14. ↑  UNSCEAR "Exposures of the public and workers from various sources of radiation" (PDF)
15. ↑  UNSCEAR "Health effects due to radiation from the Chernobyl accident" (PDF)
16. ↑  日本原子力産業協会 (JAIF) “Earthquake-report 250 (30 October 2011)” (PDF) 閲覧2011-11-12
17. ↑  毎日新聞 Cesium-137 flow into sea 30 times greater than stated by TEPCO: report  (29 October 2011) 閲覧2011-11-12
18. ↑  極東の放射性廃棄物投棄海域における環境放射能調査－第1回日韓露共同海洋調査における原研の調査
19. ↑  IAEA “Tecdoc_588” p15 (PDF)  閲覧2011-12-8
20. ↑  福島第一原発放射能汚染水放水に対する抗議 (PDF) 全国漁業協同組合連合会
21. ↑  第177回国会　消費者問題に関する特別委員会　第2号（平成23年4月14日（木曜日））
22. ↑  『地中海に廃棄物満載の船沈める？　伊犯罪組織、３０隻以上』 2009年9月16日 47NEWS
23. ↑  『難破船がマフィアによってイタリアに海中投棄された放射性廃棄物を含む可能性』 ("Shipwreck may hold radioactive waste sunk by mafia off Italian coast") 2009年9月16日 ガーディアン（英語）
24. ↑  『放射性廃棄物を満載した船のイタリア海域への投棄で非難を受けるマフィア』 ("Mafia accused of sinking ship full of radioactive waste off Italy") 2009年9月16日 デイリー・テレグラフ（英語）
25. ↑  『波がソマリアに廃棄物を「もたらした」』 ("Waves 'brought waste to Somalia'") 2005年5月2日 BBC（英語）